# Mekarjati (Karawang Barat)
Mekarjati is een bestuurslaag in het regentschap Karawang van de provincie West-Java, Indonesië. Mekarjati telt 12.069 inwoners (volkstelling 2010).